# 希洛鎮區 (伊利諾伊州埃德加縣)
希洛鎮區（英語：Shiloh Township）是位於美國伊利諾伊州埃德加縣的一個行政鎮區。

## 地方資料
根據2010年美國人口普查的數據，希洛鎮區的面積為151.20平方千米，當中陸地面積為151.20平方千米，而水域面積為0.00平方千米。當地共有人口154人，而人口密度為每平方千米1.02人。